# Luigi Toschi
Luigi Toschi (Lucca, 19 settembre 1937) è un ex calciatore italiano, di ruolo ala.

## Carriera
Inizia la carriera nella Lucchese, con cui gioca nel Girone E della IV Serie 1956-1957, ottenendo il quinto posto. La stagione seguente, sempre tra le file dei rossoneri, ottiene la promozione in Serie C grazie ad un ripescaggio.
Nel 1958 è ingaggiato dalla Sampdoria, con cui esordisce in Serie A il 19 ottobre, nel pareggio esterno per 1-1 contro l'Udinese.
Con i blucerchiati ottiene come migliori risultati il quinto posto nella Serie A 1958-1959 ed il quarto nella Serie A 1960-1961.
Con la Sampdoria prende parte anche alla Coppa Mitropa 1961, chiusa al terzo posto del Gruppo 1, e disputa tutte le 4 gare giocate dei blucerchiati nella Coppa delle Fiere 1962-1963, dove la formazione viene eliminata agli ottavi di finale dal Ferencvárosi.
Nel 1964 la Sampdoria lo presta al Brescia, con le rondinelle lombarde disputa una sola partita il 27 settembre 1964, Trani-Brescia (0-0), poi ritorna alla Sampdoria.
La sua permanenza con i genovesi termina nel 1965, quando viene ingaggiato dal Livorno. Con i labronici si piazza al settimo posto della Serie B 1965-1966.
Termina la carriera con il Matera, con cui vince il campionato di Serie D 1967-1968.

## Palmarès

### Club

#### Competizioni nazionali
- Campionato italiano Serie D: 1

Matera: 1967-1968 (girone G)